# Мунаката Сико
Мунаката Сико (яп. 棟方志功, Munakata Shikō, 5 сентября 1903 — 13 сентября 1975) — художник, который работал в технике гравюры по дереву, последователь философии мингэй (яп. 民芸, «народное искусство»), активно работал в период Сёва (1926—1989) в направлении сосаку-ханга (направление гравюры, в котором художник делает эскиз, режет по дереву и печатает самостоятельно).

## Ранние годы
Мунаката родился в 1903 году в городе Аомори на севере острова Хонсю. Он был сыном местного кузнеца, третьим ребёнком из пятнадцати. Его семья была бедной, поэтому Мунаката получил только начальное школьное образование. Но его страсть к искусству проявлялась уже с раннего детства. Так, в третьем классе Мунаката разрисовывал воздушных змеев для своих одноклассников.
Позже Мунаката утверждал, что встать на путь художника он решился в 17 лет после того как ознакомился с репродукцией натюрморта Винсента Ван Гога (1853—1890) под названием «Ваза с пятью цветами», которую ему подарил учитель. Он захотел стать «Ван Гогом Аомори». В 1924 году Мунаката переехал в Токио, чтобы обучиться живописи.
Поскольку его картины не пользовались спросом у покупателей, Мунаката был вынужден ремонтировать обувь и продавать натто, чтобы выжить. Галерея «Бунтэн» отвергла его работы четыре раза, но в итоге в 1928 одну из его работ приняли на выставку. Однако, к тому времени внимание художника переключилось с масляной живописи на традиционное японское искусство деревянной гравюры.

## Переход к гравюре
В действительности Мунаката скептически относился к своим успехам в живописи:

«Я начал с того, что был живописцем. Сразу же получил несколько премий, и многие думали, что на мою долю выпал подлинный успех. Но сам я хорошо понимал, что никогда не стану Пикассо. Для европейских художников живопись маслом традиционна. А о себе я знал, что никогда не смогу добиться успеха, пока работаю в сфере заимствованного искусства. И тогда я вернулся к национальному искусству и понял, что мое призвание — гравюра на дереве».
В 1926 году Мунаката увидел чёрно-белую гравюру Каваками Сумио «Ранний летний бриз» и решил попробовать себя в этой технике. С 1928 года Хирацука Унити (1895—1997), другой известный гравёр сосаку-ханга, обучал его резьбе по дереву. Он обладал обширными знаниями о буддийском искусстве, и привил своему ученику любовь к религиозным сюжетам. Уже в 1929 году четыре работы Санка Мунаката были приняты на выставку «Сюнёкай» (яп. 春場会, «Весенняя встреча»), что укрепило его уверенность в своих способностях. В следующем году он участвовал в государственной выставке «Кокугакай». Он также принимал участие в художественных конкурсах на Летних Олимпийских играх 1932 и 1936 годов.
В 1935 году Янаги Соэцу (1889—1961), отец движения мингэй, увидел работы Мунакаты на ежегодной весенней выставке «Кокугакай» и купил двадцать пять гравюр. Это событие изменило жизнь Мунакаты — он присоединился к сторонникам движения японского народного искусства. В 1936 году Мунаката поехал в Киото, посетил множество храмов, где ознакомился с буддийской скульптурой. Это оказало значительное влияние на его стиль. Его работы «Сутра Кэгон» (1937), «Сутра Каннон» (1938), «Десять великих учеников Будды» (1939) были признаны шедеврами гравюры.
Дом Мунакаты и большинство деревянных досок для гравирования были утрачены после бомбардировки Токио в марте 1945 года. Художник переехал в город Фукумицу, расположенный в префектуре Тояма, где и проживал с 1945 по 1951 год.

## Послевоенный период
После Второй мировой войны Мунаката создал множество гравюр на дереве, писал акварелью и маслом, увлекался каллиграфией и иллюстрировал книги. Он перенёс свою студию в Камакура в префектуре Канагава, чтобы быть ближе к Токио. В 1959 году Мунаката посетил ряд университетов в Соединённых Штатах и Европе с лекциями о японском искусстве. Его работы получили признание критиков как в Японии, так и за рубежом.
Мунаката был награждён премией за выдающиеся достижения на Второй международной выставке печати в Лугано 1952 года. Он также получил приз на биеннале искусства в Сан-Паулу в Бразилии 1955 года, гран-при на биеннале в Венеции 1956 года, а в 1970 — Орден Культуры, высшую награду японского правительства в области искусства.
Мунаката умер в своём доме в Токио. Его могила находится в Аомори. В настоящее время открыт Мемориальный художественный музей Мунаката Сико в Аомори, где хранится более 700 его работ.

## Темы и техники
Мунаката черпал темы из традиций родного города Аомори на севере Японии. Так, он вдохновлялся местной природой и фестивалями мацури, такими как фестиваль Нэбута. Вера и философия Мунакаты, изысканная простота его творчества, укоренены в дзэн-буддизме. Но в то же время, на своих гравюрах он часто изображал парящих обнажённых женщин, представляющих духов ками. Вдохновлённый поэзией периода Хэйан, Мунаката также включал в свои гравюры поэзию и каллиграфию. В этом вопросе он стал продолжателем дела художников-интеллектуалов бундзин-га, последователей идеи единства живописи, поэзии и каллиграфии.
У художника было плохое зрение, и потому при резке его лицо почти соприкасалось с деревом. По словам самого Мунакаты: «Творчество всегда зависит от силы моего духа. Когда я режу доску, резец идёт у меня совершенно свободно и совсем не связан с моими мыслями. Мысль сама по себе, а резец — сам по себе. Только тогда, когда это случается, — искусство становится подлинным»". Мунаката вырезал с удивительной скоростью и почти не использовал никаких подготовительных эскизов, создавая спонтанную жизненность, уникальную для его гравюр. На начальном этапе своей карьеры Мунаката работал исключительно с чёрно-белыми гравюрами сумидзури-э (яп. 墨摺絵). Позже, по совету Янаги Соэцу (1889—1961), Мунаката подкрашивал их с изнаночной стороны в так называемой технике урудзасики. Как замечает исследователь А. С. Коломиец, несмотря на то, что в ранних работах Мунакаты можно отметить активное использование чёрных плоскостей, а в более поздних — выраженную экспрессивность, в целом, стиль художника не претерпел значительных изменений. Работы Мунакаты легко отличить по характерной динамичности линии, подражанию народным мотивам и декоративной выразительности.

## Философия искусства
В отличие от Косиро Онти (1891—1955), основателя движения сосаку-ханга, выступавшего за то, чтобы художники выражали «я» при создании гравюр, Мунаката снял с себя всякую ответственность как создатель искусства. Он ориентировался на мастеров ранней буддийской гравюры, которые даже не оставили после себя имён. Для Мунакаты художественное творчество — это лишь одно из многих проявлений силы и красоты природы, присущих самому дереву. Он делал упор на материал, а не на процесс печати. По словам Мунакаты, «в доске есть сила, и нельзя использовать свой инструмент против этой силы». Сюжет и художественный стиль Мунакаты во многом характеризуются его философией превосходства деревянного материала, его природной силы и красоты. Чаще всего Мунаката использовал для гравюр доски из цельного дерева или фанеру, а для печати предпочитал тонкую бумагу «кодзо» (из волокон шелковицы бумажной).

## Филателия
Одна из работ Мунакаты, «Бэндзайтэн», появилась на памятной почтовой марке 1982 года, выпущенной правительством Японии как часть серии, посвящённой современному японскому искусству.

## Дополнительные ссылки
- Munakata’s works at the Brooklyn Museum
- Woodcut Screens of Shiko Munakata — Brooklyn Museum 1968 Exhibition
- Munakata Shiko Memorial Museum of Art in Aomori
- Munakata Shiko Memorial Museum in Kamakura (Japanese site)
- Munakata Shiko Memorial Museum in Toyama
- Munakata’s works at the Fine Arts Museum of San Francisco (недоступная ссылка)
- Munakata Shiko’s works at Los Angeles County Museum of Art